# Гангстер
Гангстер (англ. gangster) — злочинець, який є членом банди (англ. gang).

## Етимологія
Gang
Слово «gang» походить від давньоанглійського gan, що значить «іти». Таке значення споріднене зі значенням давньоскандинавського слова gangster, у значенні «journey» (тобто «подорож»).
Спочатку слово «gang» вживалось для позначення групи робітників. У Сполученому Королівстві люди досі вживають його у цьому сенсі. Але з часом слово «gang» отримало й інше значення — банда, кримінальна організація, угрупування хуліганів.
Gangster
Термін «гангстер» в наш час використовується, головним чином, щодо членів кримінальних організацій США, Італії, Мексиці, Японії та інших країнах. Термін набув популярності в часи Сухого закону в США і був пов'язаний з боротьбою поліції проти злочинних угрупувань, які контрабанду алкоголю, проституцію, азартні ігри зробили своїм злочинним бізнесом.
Gangstas
«Gangstas» — те, що й gangsters, але з урахуванням афро-американського жаргону. Використовується для опису бандита в афро-американській хіп-хоп культурі. Типовий одяг гангсти — негабаритні штани, коника, великі сорочки, жилет і плоский капелюх.

## 10 найвідоміших гангстерів
Номер 10 — Вінсент Джіганте «The Chin» (1928–2005)
Вінсент Джіганте народився в Нью-Йорку в 1928 році. Він був людиною зі складним характером: кинув школу в дев'ятому класі, після чого почав займатися боксом. Виграв 21 з 25 боїв напівважкій вазі. З 17 років він перебував у злочинному угрупованні, а в 25 років був уперше заарештований.
Першою значною справою Джіганте як члена сім'я Дженовезе(Genovese) була спроба вбивства Франко Костелло (Frank Costello), проте він промахнувся. Попри це, його сходження в сім'ї Дженовезе тривало, поки він не став спочатку хрещеним батьком, а на початку 80-х консольере (від італ. Радник).
Після того як був засуджений мафіозний бос Тоні Салерно (Tony Salerno), Джіганте став найголовнішим. Що ж зробило Джіганте таким знаменитим? Після того, як наприкінці 60-х він уникнув попадання у в'язницю, прикинувшись божевільним, він продовжував зображати з себе ненормального, наприклад, прогулюючись по вулицях Нью-Йорка в купальному халаті. Саме через цей факт він отримав ще два прізвиська: «Дивак» та «Король піжами». І тільки після засудження за рекет у 2003 році він визнав, що з його психічним здоров'ям все нормально.
Джіганте помер у в'язниці 19 грудня 2005 через проблеми із серцем. Через це і завдяки своїм адвокатам його повинні були випустити в 2010 році.
Номер 9 — Альберт Анастасіа (1903—1957)
Альберт Анастасіа народився в Італії, в 1903 році і ще в дитинстві переїхав до Америки. На 18 місяців був засуджений за вбивство портового вантажника в доках Брукліна. Був звільнений достроково через таємничу смерть свідка. Альберт Анастасіа став відомим завдяки численним вбивствам, після чого банда Джо Массеріа найняла його. Анастасіа був дуже відданий Чарльзу Лучано, тому легко зрадив Массеріа — він був одним із чотирьох відправлених вбити його в 1931 році.
В 1944 році він став лідером групи вбивць, яка мала навіть свою назву Корпорація вбивств «Murder.Inc». Чоч Альберт Анастасіа ніколи не переслідувався за вбивства, угруповання було причетним до від 400 до 700 убивств. В 50-х він став лідером сім'ї Лучано, але в 1957 був убитий за наказом Карло Гамбіно.
Номер 8 — Джозеф Бонанно(1905—2002)
Джо Бонано народився та виріс на Сицилії, в віці 15 років залишився сиротою. Під час фашистського режиму Муссоліні, коли йому було 19 покинув Італію і через Кубу потрапив до США. Згодом він отримав кличку «Джо Бананас» і потрапив у сім'ю Маранзано. Перед тим як Лучано вбив його Маранзано скликав комісію, яка правила сім'ями мафії на його Батьківщині в Італії. Але його планам про знищення голів інших сімей не було можливості здійснитися, оскільки його викрали, а через 19 днів після цього змусили відійти від справ. Він ніколи не був засудженим за якесь серйозне правопорушення.
Номер 7 — Голандець Шульц (1902—1935)
Артур Флегнеймер згодом відомий як Голандець Шульц народився в 1902 році в Бронксі. Щоб справити враження на боса і наставник Марселла Профо, він ще в юності організовував ігри по крепу, в 17 років провів певний час в тюрмі за крадіжки. Згодом він зрозумів що єдиним способом заробити гроші є бутлерства (торгівля спиртним під час сухого закону)
Бажаючи стати членом створюваного синдикату, він нажив собі ворогів в обличчях Лучано і Капоне. Після того як в 1933 його мали засудити за черговий злочин він поїхав до Нью-Джерсі. В 1935 році він був убитий членами групи Альберта Анастасії.
Номер 6 — Джон Готті (1940—2002)
Один із найзнаменитіших гангстерів Нью-Йорка. Джон Готті народився в Брукліні і завжди вважався розумником. У віці 16 років він вступив у вуличну банду, що отримала назву «Хлопці з Фултон-Рокауей». Він швидко став їхнім лідером, в 60-х банда займалася крадіжками автомобілів та дрібним злодійством, на початку 70-х став хрещеним батьком групи Бергіна — частини сім'ї Гамбіно. Готті був надзвичайно амбіційним і згодом став займатися наркотиками, які були забороненими правилами сім'ї. В результаті бос мафії Пол Кастелано вирішив виключити Готті з організації. В 1985 році Готті та його підлеглі вбили Кастелано, і Готті став головою сім'ї Гамбіно. Його неодноразово намагалися засудити правоохоронні органи Нью-Йорка, але обвинувачення щоразу провалювалось. Завдяки тому, що він завжди виглядав презентабельно і мас-медіа любили його він отримав прізвиська «Елегантний Дон» та «Тефлоновий Дон». В 1992 році він був засуджений за вбивство та помер від раку горла в 2002 році.
Номер 5 — Маєр Ланскі (1902—1983)
Маєр Сачовлянський народився в Росії. У віці 9 років переїхав до Нью-Йорка. Ще коли вони були дітьми, він познайомився з Чарльзом Лучано. Лучано хотів, щоб Ланскі віддавав йому гроші за захист, але він відмовився. Відбулася бійка, після якої вони стали найкращими друзями. Через певний час Ланскі познайомився з Багсі Сігалом. Трійця стала дуже дружня. Ланскі і Сігал створили угрупування Баг і Маєр, яка згодом стала Murder.Inc. Спочатку Ланскі займався грошима і азартними іграми у Флориді, Новому Орлеані і на Кубі. Він був інвестором Сігала в казино Лас-Вегаса, і навіть купив офшорний банк в Швейцарії, для того щоб відмивати гроші. Він був співзасновником Національного кримінального синдикату і Ради. Але бізнес ніколи не був особистою справою і незабаром він був змушений вбити Багсі Сігала, тому що той перестав віддавати гроші Синдикату. Хоч він і займався рекетом ігрових будинків, у турмі Ланскі не провів і дня.
Номер 4 Френк Костелло (1891—1973)
Франческо Кастилья народився в Італії і в віці 4 років переїхав у США. У 13 років вступив у злочинне угрупування та змінив ім'я на Френк Костелло, через що багато людей вважали його ірландцем. Після перебування у тюрмі, він став найкращим другом Чарльза Лучано Вони разом займалися бутлерстврм і азартними іграми. Сила Костелло булф у тому, що він був ланкою яка зв'язує мафію та політиків, особливо з членом Демократичної партії Томмані Холлом, що дозволяло йому уникнути переслідувань.
Після арешту Лучано Костелло став людиною в законі. Його ворожнеча з Віто Дженовезе, призвела до того, що в середині 50-х Дженовезе спробував убити Костелло. Френк Костелло мирно пішов у відставку і тихо помер у 1973 році.
Номер 3 — Карло Гамбіно (1902—1976)
Карло Гамбіно виріс у сім'ї, яка була частиною італійського мафіозного клану протягом декількох століть. Вбивати на замовлення він розпочав ще в 19 років. Оскільки в цей час набирав силу Муссоліні, Гамбіно емігрував до США, де жив його кузен Пол Кастелано.
Після екстрадиції Лучано в 40-х роках, його місце зайняв Альберт Анастасіа. Але Гамбіно вважав, що це його час і в 1957 році наказав вбити Анастасію. Він призначив себе Босом сім'ї та тримав її в залізному кулаці аж до своєї природної смерті в 1976 році.
Номер 2 — Чарльз «Лакі(Счасливчик)» Лучіано (1897—1962)
Сальваторе Лучанія народився на Сицилії і через 9 років його сім'я переїхала у Нью-Йорк. Згодом він вступив до банди «П'ять крапок». 5 років його банда заробляла в основному на проституції, Лучано контролював рекет по всьому Мангеттені. Після невдалого замаху на його життя у 1929 році він вирішив створити Національний злочинний синдикат. Суперництва не було і до 1935 року «Лакі» Лучано став відомий як «Бос босів» — не тільки у Нью-Йорку, але і по всій країні. У 1936 році йому винесли вирок від 30 до 50 років, але у 1946 році він був звільнений за гарну поведінку за умови, що покине країну та поїде до Італії. У нього був такий сильний вплив, що під час Другої Світової війни ВМС США звернулися до Лучано за допомогою у висадці в Італії. Чарльз Лучано помер в 1962 році внаслідок серцевого нападу.
Номер 1 — Аль Капоне (1899—1947)
Альфонс Капоне народився в Брукліні у сім'ї італійських емігрантів. Згодом вступив у банду «П'ять крапок» і став вишибалом. Саме в той час він і заслужив прізвисько «Лице зі шрамом». В 1919 році переїхав в Чикаго і працюючи на Джонні Торріо став швидко підніматися в злочинній ієрархії.
Це був час сухого закону, і Капоне займався проституцією, азартними іграми та бутлерством. В 1925 році, коли йому було 26 років, Капоне став головою сім'ї Торріо і розв'язав війну сімей. Відомий своїм інтелектом, а також пихатістю та любов'ю до загальної уваги, Капоне був також знаменитий своєю жорстокістю. Варто тільки згадати різню під час концерту присвяченого Дню Святого Валентина в 1929 році, у якій було вбито багато голів злочинних угрупувань. В 1931 році агент федеральної податкової служби Елліот Несс арештував його за несплату податків. Помер Аль Капоне від ускаднень через пневмонію та сифіліс.
Варто згадати також Бенджаміна «Багсі» Сігала (1906—1947)
Бенджамін Сігал народився в Брукліні, та згодом познайомився з Меєром Ланскі. Прізвисько Багсі він отримав завдяки свомєму непередбачуваному характеру. Вбиваючи людей для Чарлі Лучано, він нажив собі багато ворогів, та наприкінці 30-х років змушений був тікати до Лос-Анджелеса, де познайомився з багатьма зірками.
Незадовго опісля прийняття закону про азартні ігри у Неваді він «позичив» мільйони доларів у Синдикату і заснував одне із перших казино-готелів у Лас Вегасі — «Фламінго». Але бізнес не був прибутковим, після того як у 1947 році було виявлено, Що він просто крав гроші у своїх друзів, його було вбито.

## Сполучені Штати
Терміни «гангстер» і «бандит» переважно використовуються в Америці для позначення членів злочинних організацій, пов'язаних з Сухим законом у США або з американським відгалуженням італійської мафії (наприклад, Новоорлеанська мафія, Філадельфійська мафія, або П'ять сімей).
Як американське суспільство і культура розвивалася, то нові іммігранти переїжджали до Штатів. Першим великими бандами в 19 столітті у Нью-Йорку були ірландські банди, такі як Whyos і Мертві Кролики, а потім італійські П'яти Кутів Gang, а пізніше єврейська банда, відома як Чернець Eastman Gang. Існували також «націоналістичні» банди, які виступали проти імміграції банд, таких як Bowery Boys.

## У масовій культурі
Бандити були зображені в американській популярній культурі в таких фільмах, як Хрещений батько, Війна, Пекло в Гарлемі, Scarface, і Goodfellas, і в телевізійних шоу (наприклад, Клан Сопрано).